# Habenaria poilanei
Habenaria poilanei är en orkidéart som beskrevs av François Gagnepain. Habenaria poilanei ingår i släktet Habenaria och familjen orkidéer. Inga underarter finns listade i Catalogue of Life.